# Podium opalinum
Podium opalinum är en biart som beskrevs av Frederick Smith 1856.
Podium opalinum ingår i släktet Podium och familjen grävsteklar. Inga underarter finns listade i Catalogue of Life.